# Filologia germańska
Filologia germańska,  także: filologia niemiecka, germanistyka – dyscyplina naukowa wchodząca w zakres nauk humanistycznych oraz kierunek studiów humanistycznych zajmujące się językiem, literaturą i kulturą krajów niemieckiego obszaru językowego.

## Rys historyczny
Za twórców nowoczesnej germanistyki uznawani są bracia Jacob (1785-1863) i Wilhelm Grimm (1786-1859). Badali oni średniowieczne i germańskie teksty, zajmowali się historią języka niemieckiego w porównaniu z innymi językami germańskimi. Rozpoczęli prace nad monumentalnym słownikiem historycznym języka niemieckiego.
Na ziemiach polskich pierwsze katedry germanistyki powstały w XIX wieku: w 1850 roku na Uniwersytecie Jagiellońskim w Krakowie i w 1862 we Lwowie. W XX wieku były to: Uniwersytet Warszawski 1915, uniwersytety w Poznaniu i Wilnie w roku  1919. 

## Zadania współczesnej germanistyki
Według Franciszka Gruczy współczesnego pojęcia germanistyki nie należy ograniczać jedynie do badań naukowych nad językiem niemieckim, niemieckojęzyczną (niemiecką, austriacką, szwajcarską) literaturą i kulturą. Oprócz realizowania zadań badawczych w zakresie językoznawstwa, literaturoznawstwa, kulturoznawstwa germanistyka składa się z dwóch innych komponentów: dydaktycznego (nauczanie języka, literatury, kultury krajów niemieckojęzycznych) i elementu kształcenia kadr kompetentnych do nauczania języka, literatury, kultury. 
Inne są zadania germanistyki w krajach niemieckojęzycznych (Inlandsgermanistik), gdzie podmiotami badań naukowych, nauczania i kształcenia są rodzimi użytkownicy języka niemieckiego, a inne zadania ma germanistyka w krajach nie-niemieckojęzycznych, tzw. „germanistyka zagraniczna” (Auslandsgermanistik), w tym w Polsce: tutaj przeważają aspekty praktyczne związane z opanowaniem języka niemieckiego jako języka obcego.  Do jej ważnych zadań należy też m.in. kształcenie nauczycieli języka niemieckiego oraz tłumaczy tekstów pisanych i mówionych.